# Club Association Nicolini
Pour les articles homonymes, voir Nicolini.
Maillots
Le Club Association Nicolini, anciennement appelé  Club Association Chorrillos, est un club péruvien de football basé dans le district de Chorrillos, à Lima.

## Histoire
Fondé le 30 août 1934 à Chorrillos, district de la capitale Lima, sous le nom de Club Association Chorrillos, le club fait parler de lui au début des années 1950 en remportant le barrage pour le titre de champion de 2e division de 1951, grâce à sa victoire 6-1 sur l'Atlético Lusitania, le 13 janvier 1952, dans le stade de San Marcos. Ce sacre lui permet de monter en 1re division en 1952, expérience qui sera de courte durée puisqu'il redescend dès la fin de la saison. Ce sera d'ailleurs sa seule expérience en D1. 
Rebaptisé en Club Nicolini Chorrillos, le club évolue par intermittences en D2 jusqu'en 1963. Inactif depuis de longues années, sa dernière apparition remonte à 2003 lorsqu'il joue l'Interligas de Lima, un tournoi réunissant les différentes ligues de district de Lima.

## Résultats sportifs

### Palmarès
| Compétitions nationales                                                            | Compétitions régionales                                                        |
| - Championnat du Pérou D2 (1) : - Champion : 1951. - Vice-champion : 1950 et 1961. | - Liga de los Balnearios del Sur (4) : - Vainqueur : 1960, 1964, 1965 et 1972. |

### Bilan et records
- Saisons au sein du championnat du Pérou : 1 (1952).
- Saisons au sein du championnat du Pérou D2 : 15 (1946-1951 / 1953-1958 / 1961-1963).

## Personnalités historiques du CA Nicolini / Association Chorrillos

### Joueurs

#### Grands noms
Ottorino Sartor, gardien de but, international péruvien dans les années 1970, a commencé sa carrière en 1961 au sein du club.

### Entraîneurs marquants
- Roberto Ponciano López (1951), champion du Pérou D2 en 1951[5].
- Ángel Fernández Roca (1952)
- Gerónimo Díaz (1952)
- Jaime Cruz (1958)
- Emilio Vargas (1963)